# غواناخواتو

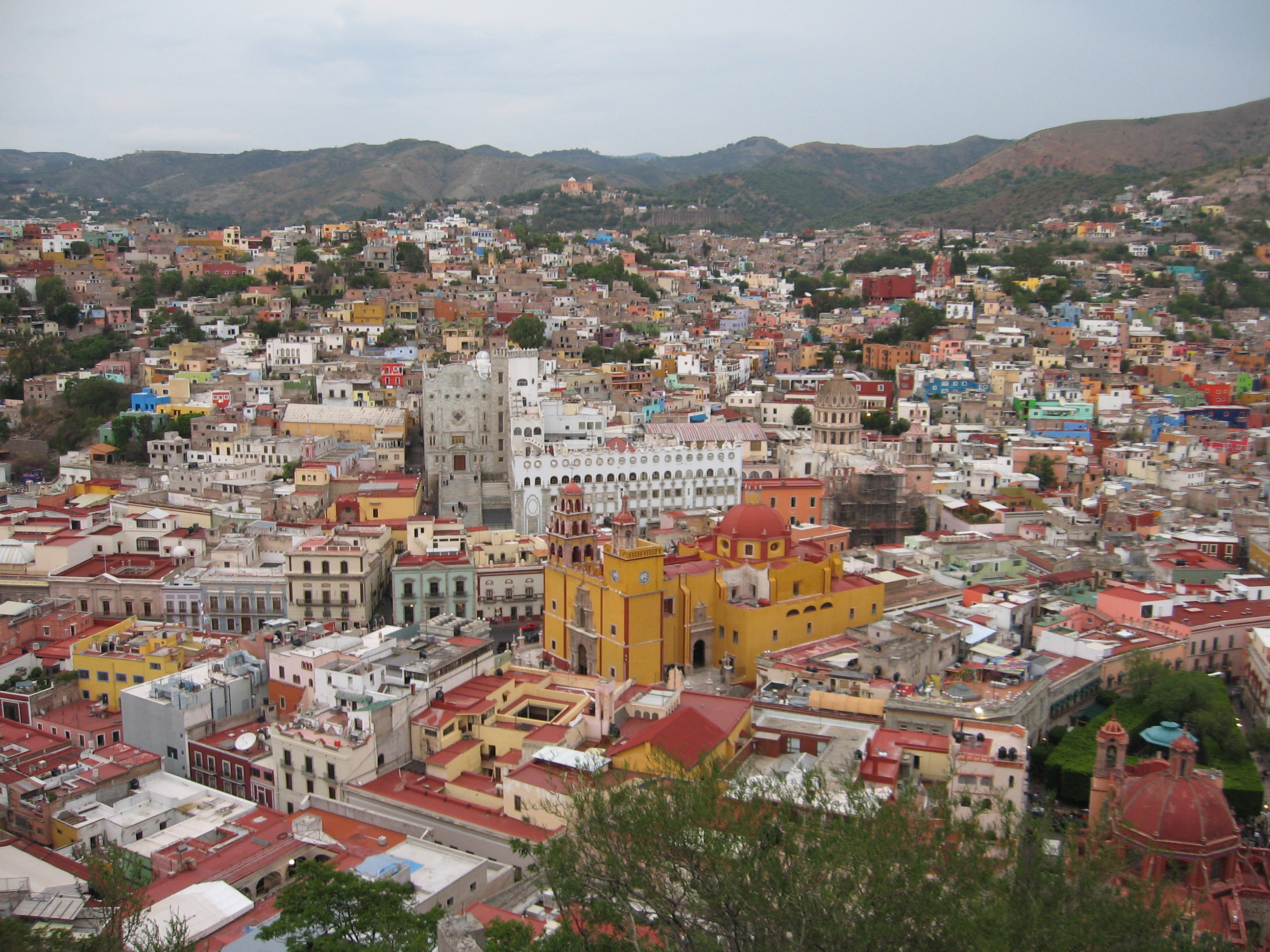
منظر عام لمدينة غواناخواتو

غواناخواتو (بالإسبانية: Guanajuato) هي مدينة مكسيكية، عاصمة ولاية تحمل نفس الاسم. تقع غواناخواتو على بعد 370 كيلومتراً شمال غرب مدينة مكسيكو سيتي، على ارتفاع 1996 متراً فوق مستوى سطح البحر. وقد أدرجت المدينة التاريخية والمناجم المتاخمة لها ضمن مواقع التراث العالمي، وتوجد بالمدينة شبكة طرق تحت الأرض تمر بها الكثير من حركة المرور بالمدينة.
ورغم أن مدينة غواناخواتو هي عاصمة الولاية، إلا أنها تحتل الترتيب الخامس بين مدن الولاية من حيث الحجم بعد مدن ليون وإرابواتو وسيلايا وسلمنكا. وقد بلغ عدد سكانها 70798 نسمة في تعداد سنة 2005. وتحمل البلدية المحيطة بمدينة غواناخواو نفس اسم المدينة، وعدد سكان هذه البلدية 153364 نسمة، وتبلغ مساحتها 99674 كيلومتراً مربعاً، وتحتل مدينة غواناخواتو موقعاً في الطرف الغربي من البلدية، الذي يضم العديد من التجمعات السكانية، أكبرها مارفيل وجربابوينا وسانتا تريزا.

## المناخ
يظهر الجدول التالي التغييرات المناخية على مدار السنة لغواناخواتو:
| البيانات المناخية لـغواناخواتو                                  | البيانات المناخية لـغواناخواتو | البيانات المناخية لـغواناخواتو | البيانات المناخية لـغواناخواتو | البيانات المناخية لـغواناخواتو | البيانات المناخية لـغواناخواتو | البيانات المناخية لـغواناخواتو | البيانات المناخية لـغواناخواتو | البيانات المناخية لـغواناخواتو | البيانات المناخية لـغواناخواتو | البيانات المناخية لـغواناخواتو | البيانات المناخية لـغواناخواتو | البيانات المناخية لـغواناخواتو | البيانات المناخية لـغواناخواتو |
| الشهر                                                           | يناير                          | فبراير                         | مارس                           | أبريل                          | مايو                           | يونيو                          | يوليو                          | أغسطس                          | سبتمبر                         | أكتوبر                         | نوفمبر                         | ديسمبر                         | المعدل السنوي                  |
| --------------------------------------------------------------- | ------------------------------ | ------------------------------ | ------------------------------ | ------------------------------ | ------------------------------ | ------------------------------ | ------------------------------ | ------------------------------ | ------------------------------ | ------------------------------ | ------------------------------ | ------------------------------ | ------------------------------ |
| الدرجة القصوى °م (°ف)                                           | 28.9 (84.0)                    | 33.6 (92.5)                    | 34.7 (94.5)                    | 37.0 (98.6)                    | 38.9 (102.0)                   | 37.2 (99.0)                    | 34.1 (93.4)                    | 34.5 (94.1)                    | 33.5 (92.3)                    | 34.0 (93.2)                    | 29.8 (85.6)                    | 29.7 (85.5)                    | 38.9 (102.0)                   |
| متوسط درجة الحرارة الكبرى °م (°ف)                               | 22.3 (72.1)                    | 24.1 (75.4)                    | 27.1 (80.8)                    | 29.4 (84.9)                    | 30.6 (87.1)                    | 28.7 (83.7)                    | 26.9 (80.4)                    | 26.8 (80.2)                    | 26.1 (79.0)                    | 25.5 (77.9)                    | 24.2 (75.6)                    | 22.6 (72.7)                    | 26.2 (79.2)                    |
| المتوسط اليومي °م (°ف)                                          | 14.6 (58.3)                    | 16.0 (60.8)                    | 18.4 (65.1)                    | 20.8 (69.4)                    | 22.3 (72.1)                    | 21.7 (71.1)                    | 20.5 (68.9)                    | 20.4 (68.7)                    | 19.9 (67.8)                    | 18.6 (65.5)                    | 16.6 (61.9)                    | 15.0 (59.0)                    | 18.7 (65.7)                    |
| متوسط درجة الحرارة الصغرى °م (°ف)                               | 6.9 (44.4)                     | 7.9 (46.2)                     | 9.7 (49.5)                     | 12.2 (54.0)                    | 14.0 (57.2)                    | 14.7 (58.5)                    | 14.1 (57.4)                    | 14.1 (57.4)                    | 13.8 (56.8)                    | 11.7 (53.1)                    | 9.0 (48.2)                     | 7.5 (45.5)                     | 11.3 (52.3)                    |
| أدنى درجة حرارة °م (°ف)                                         | −1.5 (29.3)                    | −2.0 (28.4)                    | 0.3 (32.5)                     | 5.5 (41.9)                     | 8.0 (46.4)                     | 9.0 (48.2)                     | 10.4 (50.7)                    | 9.0 (48.2)                     | 4.8 (40.6)                     | 2.2 (36.0)                     | −4.0 (24.8)                    | −4.0 (24.8)                    | −4.0 (24.8)                    |
| معدل هطول الأمطار مم (إنش)                                      | 16.4 (0.65)                    | 11.9 (0.47)                    | 8.8 (0.35)                     | 8.1 (0.32)                     | 42.4 (1.67)                    | 136.9 (5.39)                   | 179.8 (7.08)                   | 149.4 (5.88)                   | 122.8 (4.83)                   | 35.6 (1.40)                    | 10.4 (0.41)                    | 8.0 (0.31)                     | 730.5 (28.76)                  |
| متوسط الأيام الممطرة (≥ 0.1 mm)                                 | 2.8                            | 2.1                            | 1.8                            | 2.7                            | 7.1                            | 12.3                           | 15.7                           | 13.7                           | 10.6                           | 5.0                            | 2.2                            | 2.1                            | 78.1                           |
| متوسط الرطوبة النسبية (%)                                       | 61                             | 59                             | 54                             | 51                             | 57                             | 65                             | 70                             | 71                             | 70                             | 68                             | 65                             | 65                             | 63                             |
| ساعات سطوع الشمس الشهرية                                        | 225                            | 238                            | 273                            | 266                            | 266                            | 211                            | 204                            | 233                            | 194                            | 240                            | 242                            | 223                            | 2٬815                          |
| المصدر #1: Servicio Meteorológico Nacional (humidity 1981–2000) |                                |                                |                                |                                |                                |                                |                                |                                |                                |                                |                                |                                |                                |
| المصدر #2: Ogimet (sun 1981–2010)                               |                                |                                |                                |                                |                                |                                |                                |                                |                                |                                |                                |                                |                                |

## توأمة
لغواناخواتو اتفاقيات توأمة مع كل من:
- طليطلة (1978 - )[11]
- ساليناس
- آشلاند [11]
- كوينكا [11]
- هافانا القديمة (1999 - )[11]
- مورغانتاون (10 فبراير 2012 - )[12]
- سان ميغيل دي الليندي [12]
- Tepatitlán [الإنجليزية]‏
- سانتا في
- ألكالا دي إيناريس [11]
- أريكيبا [11]
- أفينيون (1990 - )[11]
- مدينة مكسيكو (1996 - )[11]
- موريليا [11]
- Oaxaca de Juárez Municipality  [لغات أخرى]‏ [11]
- مدينة كيبك (2002 - )[11]
- سبوليتو [11]
- Umeå Municipality [الإنجليزية]‏ [11]
- فالبارايسو (2002 - )[11]
- زاكاتيكاس [11]

## أعلام
- خوان خوسيه غارسيا أوتشوا
- خورخي إيبارغوينغويتيا
- سيرجيو فرنانديز
- حزقيال كارلوس روميرو هيكس
- أوسكار سواريز
- فرنسيسكو ماريا أغيليرا غونزاليس
- أولغا كوستا